# Двести пятьдесят франков учётных отделений
Двести пятьдесят франков учётных отделений — французская банкнота, эскиз которой разработан в 1808 году и выпускалась Банком Франции с 1808 по 1848 годы.

## История
В 1808 году Банк Франции создал филиалы в некоторых городах, где потребности торговли вынуждали увеличивать выпуск новых банкнот. Было открыто два отделения в Лионе и Руане в 1809 году, затем в Лилле в 1811 году. Эти филиалы активно печатали новую банкноту номиналом 250 франков, которая впервые была напечатана в Париже и носила имя банка-эмитента. Довольно быстро отделения восполнили необходимость в банкнотах: Лилльское отделение в 1813 году; Лионское и Руанское в 1817 году. В 1836 году количество отделений Банка Франции достигло пяти в провинциальных городах, которые были также открыты в Реймсе и Сент-Этьене. С 1836 года до конца XIX века банкноты, выпущенные этими отделениями, выпускались с указанием, где была выпущена банкнота.
Банкнота стала образцом для создания банкноты Пятьсот франков 1817.
Банкнота перестала быть законным платёжным средством с 15 сентября 1890 года, Банк Франции больше не выпускал банкнот этого номинала.